# Zamek Žamberk
Zamek Žamberk – renesansowy zamek położony w Žamberku, w powiecie Uście nad Orlicą, w kraju pardubickim, w Czechach. 

## Historia
Pierwsza wzmianka o Žamberku pochodzi z 1341 r., kiedy należał do majątku Mikuláše z Potštejna,  
Mikołaj z Bubna i Litic, nabył w 1575 posiadłości w Žamberku, gdzie następnie zbudował renesansowy zamek, który ustanowił jako siedziba nowo powstałego rządu Žamberk. Połowę Žamberka otrzymał Karel Žampach i to on prawdopodobnie zbudował pierwszy murowany budynek w tym miejscu. W 1575 roku Karel Žampach sprzedał swoją połowę posiadaczowi drugiej połowy Mikulášowi z Bubna, który zbudował czteroskrzydłowy zamek wymieniony w źródłach około 1600 roku. 
Po zniszczeniach wojny trzydziestoletniej, Franz Adam z Bubna przebudował zamek na styl barokowy. W 1691 roku zbudowano kaplicę Wniebowzięcia. Pod panowaniem Verian Alfreda z Windisch-Graetz w latach 1810-1814 przebudowano go w stylu empire. Park został przekształcony w ogród angielski. Inne zmiany strukturalne zostały wykonane w 1866 roku przez Georga Parish von Senftenberg. Jego potomkowie władali zamkiem do wywłaszczenia po II wojnie światowej. Po aksamitnej rewolucji, odzyskali zamek w drodze restytucji.
Właściciele sprzedali zamek w 2004 roku na rzecz kraju pardubickiego.